# The Wanters
The Wanters is een Amerikaanse dramafilm uit 1923 onder regie van John M. Stahl. Destijds werd de film in Nederland uitgebracht onder de titel Wat vrouwen begeeren. De film is wellicht zoekgeraakt.

## Verhaal
Elliott Worthington wordt verliefd op Myra, de dienstmeid van zijn zus. Ze zet Myra terstond op straat, maar Elliott besluit toch met haar te trouwen. Zijn verwanten laken zijn keuze en Elliott is onthutst door de schijnheilige houding van zijn rijke vrienden. Myra loopt ontgoocheld weg, maar Elliott achtervolgt haar en hij kan net op tijd verhinderen dat zijn vrouw wordt aangereden door een trein.

## Rolverdeling
| Acteur              | Personage           |
| ------------------- | ------------------- |
| Marie Prevost       | Myra Hastings       |
| Robert Ellis        | Elliot Worthington  |
| Norma Shearer       | Marjorie            |
| Gertrude Astor      | Mevrouw Van Pelt    |
| Huntley Gordon      | Theodore Van Pelt   |
| Lincoln Stedman     | Bobby               |
| Lillian Langdon     | Mevrouw Worthington |
| Louise Fazenda      | Mary                |
| Hank Mann           | Kostganger          |
| Lydia Yeamans Titus | Pensionhoudster     |
| Vernon Steele       | Tom Armstrong       |
| Harold Goodwin      | Chauffeur           |
| William Buckley     | Livreiknecht        |